# Alouette (Volkslied)
Alouette (französisch für „Lerche“) ist ein französischsprachiges Volkslied. Der Text stellt einen typischen Zählreim dar und beschreibt den Vorgang, eine Lerche zu rupfen und damit für den menschlichen Verzehr vorzubereiten. Der genaue Ursprung des Werkes ist nicht bekannt, als Herkunftsland kommen Kanada, Frankreich und die Vereinigten Staaten in Frage.

## Geschichte
Die genaue Entstehungsgeschichte des Liedes ist nicht bekannt. Die älteste bekannte Veröffentlichung des Liedes ist jene im Gesangbuch A Pocket Song Book for the Use of Students and Graduates of McGill College aus dem Jahr 1879.

## Text
Das Lied besteht aus einem gleichbleibenden Refrain und einem variablen Versteil, der mit jeder Wiederholung um eine Zeile erweitert wird. Jede Verszeile nimmt Bezug auf einen Körperteil der Lerche, die vom lyrischen Ich gerupft wird. Das Lied wird solange wiederholt, bis jeder Körperteil an die Reihe kam.
Möglicherweise handelte es sich bei dem Text ursprünglich um eine schlüpfrige Metapher für das Entkleiden einer Frau.
—Refrain:

—Alouette, gentille alouette,

—Alouette, je te plumerai.

1. Je te plumerai la tête. ×2

Et la tête! ×2

Alouette. ×2

A-a-a-ah

—Refrain

2. Je te plumerai le bec. ×2

Et le bec! ×2

Et la tête! ×2

Alouette. ×2

A-a-a-ah

—Refrain

3. … les yeux

4. … le cou

5. … les ailes

6. … les pattes

7. … la queue

8 … le dos
—Refrain:

—Lerche, hübsche Lerche,

—Lerche, ich werde dich rupfen.

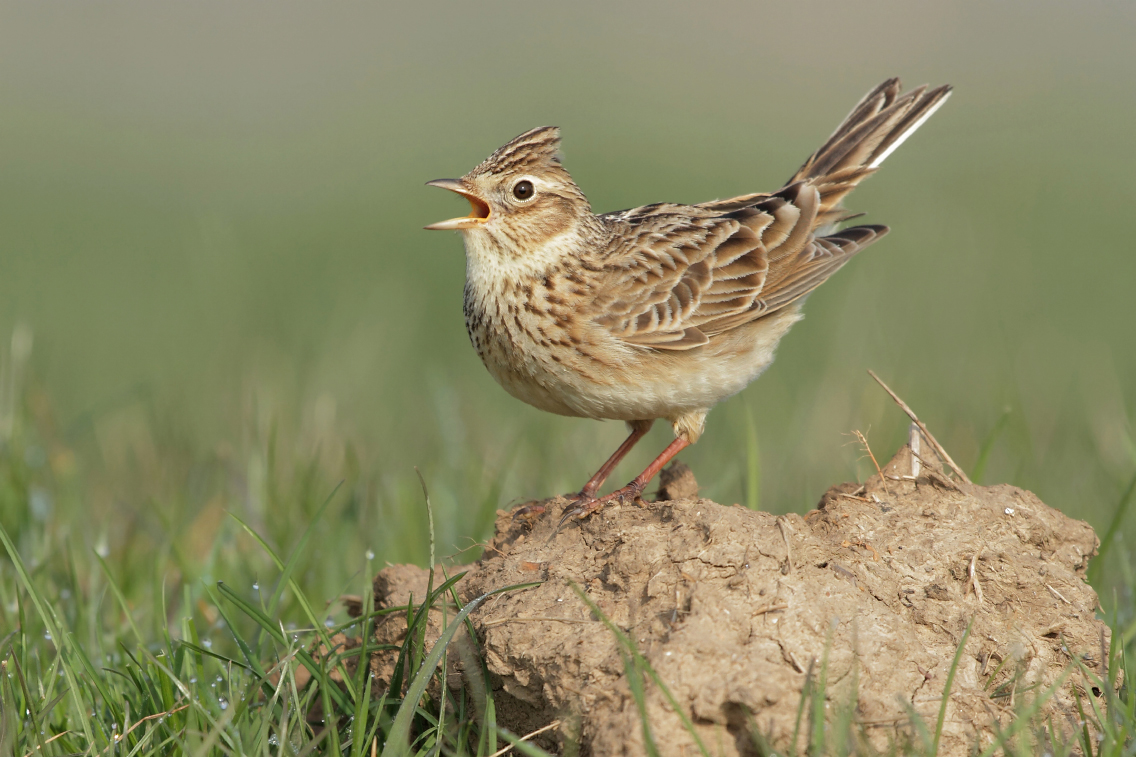
Eine singende Feldlerche (Alauda arvensis)

1. Ich werde dir den Kopf rupfen, ×2

Und den Kopf! ×2

Lerche. ×2

A-a-a-ah

—Refrain

2. Ich werde dir den Schnabel rupfen, ×2

Und den Schnabel, ×2

Und den Kopf. ×2

Lerche. ×2

A-a-a-ah

—Refrain

3. … die Augen

4. … den Hals

5. … die Flügel

6. … die Beine

7. … den Schwanz

8. … den Rücken

## Weiterverwendung
- Im Jahr 1944 produzierten die kanadischen Animatoren René Jodoin und Norman McLaren einen Musiktrickfilm, in dem der Liedtext von Alouette mit verspielten Bewegungen und Effekten auf der Bildfläche erscheint. Die Tonspur wurde vom Männerensemble The Four Gentlemen beigesteuert.[3]
- Die englischen Kinderlieder Little Bunny Foo Foo[4] und Down at the Station[5] werden zu der Melodie von Alouette gesungen.
- Im Musikfilm Blaues Hawaii (1961) singt Elvis Presley das Lied Almost Always True, das auf der Melodie von Alouette basiert.[6]
- Im Spielfilm Das Mädchen Irma la Douce (1963) wird das Lied von der Figur Lolita mit verändertem, englischem Text gesungen, um die männliche Hauptfigur zu triezen.[7]
- Bill Haley hat das Volkslied in seinem Titel Pretty Alouette (erschienen 1958) ebenfalls verwendet.